# チェリモヤ
チェリモヤ（学名：Annona cherimola）は、バンレイシ科バンレイシ属に属する植物の1種、またはその果実のことである。南米のペルーやエクアドルのアンデス山脈原産であるが、世界中の熱帯高地から亜熱帯域で栽培されている。多数の果実が合着した集合果を形成し（図1）、芳香があり果肉はクリーム状で甘い。この果実は「アンデスのシャーベット」とも呼ばれ、またパイナップルやマンゴー、マンゴスチンと共に世界三大美果の1つともされる。他のバンレイシ属植物と同様にカスタードアップル（custard apple）とも呼ばれる。チェリモヤ（cherimoya）の名は、ケチュア語で cold seeds（寒い高地に生える植物）を意味する chilimoya に由来する。

## 特徴
半落葉性の低木から小高木であり、枝は開張して樹高3–10メートル (m) になる（下図2a）。若木は全体に灰色の軟毛がある。低温期に落葉する。葉は長さ1.5–6ミリメートル (mm) ほどの葉柄をもち、葉身は卵形から卵状披針形で長さ7.5–20センチメートル (cm)、全縁、暗緑色で表面に毛が散在、裏面には褐色毛が密生する（下図2b）。
花は通常長さ約 2.5 cm、葉に対生して単生または2、3個まとまって付き、芳香がある（下図2c）。花弁は6枚、3枚ずつ2輪につき、外花弁は黄緑色で長さ約 3 cm、内花弁は非常に小さくピンク色を帯びる。多数の雄しべがらせん状に密集し、雌しべも多数存在する。
多数の雌しべに由来する多数の液果が合着した集合果となる（下図2d, e）。果実は球形から心臓形、表面は鱗状で最初は灰緑色だが黄緑色に熟し、長径 10–20 cm、重さはふつう150-500グラム (g) だが大きなものは2.7キログラム (kg) 以上になる。果肉は白くクリーム状、褐色から黒色で光沢がある長さ 1.25–2 cm の種子を多数含む（下図2f）。染色体数は 2n = 14, 16。

## 分布・生態
原産地は南アメリカのペルーやエクアドルのアンデス山脈、標高1,500から2,000メートルの地域であると考えられているが（図3）、古くから栽培され、メキシコや中南米に分布を広げた。その後アフリカ、地中海沿岸、東南アジア、オセアニアなどにも運ばれ、現在では世界中の熱帯域の高地から亜熱帯域で広く栽培され、一部では野生化している。
米国カリフォルニアで栽培されているものでは、花期は春から変動しながら3–6ヶ月以上続く。花は雌性先熟、午前7–9時頃に開花し、条件が良ければ午後3–4時頃に花粉を放出する。主にケシキスイ類によって送粉される。栽培下では人工授粉することもある。
果実は可食性で芳香があるため、コウモリなど哺乳類によって食べられ種子散布されると考えられている。

## 人間との関わり
原産地であるペルーでは有史以前から栽培され、果実が食用に利用されていた。また原産地以外でも中南米で栽培されるようになり、さらに18世紀前半にはヨーロッパに伝えられた。チェリモヤの果実は一般的にバンレイシ属の中で最も好まれており、世界中の熱帯高地から亜熱帯域で広く栽培されている。ただし果実の貯蔵性は低く、地域的な消費に留まっている。
原産地は熱帯であるが高地であり、やや冷涼な環境を好み、熱帯低地での栽培は難しい。近縁のトゲバンレイシ（サワーソップ）などにくらべて低温耐性が高いが、気温が0°C以下では枯死することが多い。生産量が多いスペインでは、1年の平均気温が13–25°Cであり、開花期の温度は16−20°Cである。年間降水量が600ミリメートル (mm) 以上の場所に生育するが、1,700 mm 以上では病害が発生しやすく、また落花や柱頭の乾燥を防ぐためには湿度70%以上を必要とする。アメリカ合衆国カリフォルニア州など南北アメリカ各地のほか、地中海地方のイタリアやスペイン、エジプト、イスラエル、レバノン、太平洋の台湾やオーストラリア、ニュージーランドなどで栽培されている（下図4a, b）。日本にも1980年代に導入され、1987年に和歌山県が国内で最初の商品化に成功した。1994年には日本での収穫量は32トンほどあったが、2006年には約2トンとなってる。1998年の世界での生産量は約10万トンであり、生産量が多い国はスペイン（35,000トン）、ペルー（15,000トン）、チリ（12,000トン）、ボリビア、ニュージーランドであった。‘McPherson’、‘Bays’、‘McPherson’、‘Burton's Wondae’、‘Bronceada’、‘Concha Lisa’ などさまざまな品種がある。またチェリモヤとバンレイシを掛け合わせることによって、交雑品種であるアテモヤが作出され利用されている。病虫害としては炭疽病（Colletrotrichia）、青枯病（Pseudomonas）、黒斑病（Phytophthora）、潰瘍病（Botryodiplodia）、果実腐敗（Gliocladium）、さび病（Phakopsora）、コバチ（Bephrata, Bephratelloides）、ミバエ（Anastrepha）、ガ、カイガラムシ、ハダニなどが知られている。
完熟前に収穫し、常温で追熟させてから生食する（下図4c, d）。シャーベットやアイスクリーム、ゼリー、清涼飲料としても利用される。強い芳香があり、甘く柔らかくわずかに酸味があるやや洋梨のような味がする。食物繊維に富み、ビタミンB1、B2、C、ナイアシン、葉酸、カリウム、マグネシウム、カルシウム、鉄などを含む（右表）。
未熟果は野菜として利用されることもある。種子や樹皮などはアルカロイドを含み有毒であるが、種子は駆虫剤や下剤とされ、また樹皮や葉、根も解熱剤など民間薬とされることがある。